# Левицкий, Казимир Васильевич
Казими́р Васи́льевич Леви́цкий (февраль 1835 — 22 ноября 1890) — генерал-лейтенант, участник русско-турецкой войны 1877—1878 гг.

## Биография
Казимир Левицкий происходил из дворян Витебской губернии, родился в феврале 1835 г.; воспитывался в Полоцком кадетском корпусе. Был выпущен прапорщиком в лейб-гвардии Павловский полк 13 августа 1853 года из Дворянского полка.
В продолжение 1854 года он находился в составе войск, охранявших прибрежье Санкт-Петербургской и Выборгской губернии во время Восточной войны 1853—1856 годов. В 1856 г. он, по собственному желанию, был прикомандирован к штабу отдельного Гвардейского корпуса для предварительной подготовки в Николаевскую академию Генерального штаба, в которую поступил в 1857 г. По окончании в 1859 г. курса академии он за отличие в науках был награждён серебряной медалью.
Поступив на службу по отдельному Гвардейскому корпусу, Левицкий в 1861 году исправлял должность старшего адъютанта в Гвардейском Генеральном штабе, затем состоял помощником старшего адъютанта строевого отделения штаба войск гвардии и Петербургского военного округа и в должности штаб-офицера для поручений при том же штабе. В 1866 г. он был назначен старшим адъютантом и в следующем году — начальником штаба 2-й гвардейской кавалерийской дивизии. Вместе с тем он состоял преподавателем военных наук в Николаевском кавалерийском училище.
В 1870 году полковник Левицкий был зачислен адъюнкт-профессором тактики в Николаевской академии Генерального штаба и назначен членом главного комитета по устройству и образованию войск. 16 августа 1874 г. он был пожалован в звание флигель-адъютанта и утверждён в должности профессора академии. Но в следующем году, получив назначение на должность командира лейб-гвардии Конно-Гренадерского полка, Левицкий временно оставил профессорство.
С назначением в 1876 году помощником начальника штаба войск гвардии и Петербургского военного округа, он вновь вернулся к профессорству, заняв в академии кафедру военного искусства, но также лишь на короткое время. В том же году, 30 августа, за отличие по службе, Левицкий был произведён в генерал-майоры (со старшинством от 17 августа 1877 г.), с назначением 30 октября в свиту Его Величества.
Изумительная трудоспособность Левицкого обратила на себя внимание великого князя Николая Николаевича Старшего, который при образовании действующей армии для войны с Турцией избрал Левицкого на важный и ответственный пост помощника начальника полевого штаба армии.
Не любимый товарищами и подчиненными за свою педантичность, мелочность, угодливость перед начальством и эгоизм, Левицкий на этом посту, в дни тяжелейших испытаний войны, заслужил ненависть в армии и обществе, которые, считаясь с его польским происхождением, обвиняли его в измене России, возлагая на него ответственность за все военные неудачи.
А. Н. Витмер, близко и хорошо знавший Левицкого, в своих воспоминаниях о нём говорит, что «никаких польских тенденций в нем решительно не было» и «как человек безусловно честный, ни на какую измену он, конечно, способен не был», но всеми качествами своей натуры он не был пригоден к той роли, которую судьба определила ему играть в эту войну «при решительном, но малосведущем главнокомандующем и совершенно инертном его начальнике штаба Непокойчицком… Характера живого, впечатлительного, Левицкий был скор в своих решениях, но, приняв решение, поддавался сомнениям, вечно колебался, суетился и суетил других; в своем военном деле он был весь в деталях; плохой аналитик, он совсем не был способен к синтезу; основательно знавший теорию военного дела, он проявлял полное непонимание его принципов и неумение разобраться в обстановке и применить теорию к практике; педант, он отличался чрезвычайной рассеянностью и забывчивостью; человек искренний, он не умел привязывать к себе людей и многим вредил своими предвзятыми суждениями о них (Скобелев); много работавший сам и требовательный к подчиненным, он не умел ценить работы других, поощрять их и отстаивать их интересы и заслуги…»
К числу заслуг Левицкого в русско-турецкую войну относится прежде всего его настояние на блокаде Плевны после неудачного её штурма 30 авг. На военном совете 1 сентября он решительно высказал, что от Плевны не следует отступать ни на шаг, дабы не подчеркивать и не преувеличивать значения неудачи третьего штурма и не брать вновь с бою занятых уже позиций. На заявление начальника артиллерии князя Масальского о недостатке снарядов и патронов Левицкий возразил, что если их мало для наступления, то вполне достаточно для отражения турок, если бы они вздумали перейти в наступление. Мнение Левицкого, горячо поддержанное и развитое Милютиным, восторжествовало.
29 ноября после благодарственного молебна по случаю падения Плевны император Александр II лично вручил Левицкому орден Святого Георгия 4-й степени. На недоуменный вопрос Левицкого: «За что? Я не достоин», император ответил: «А ты забыл, как на совете 1 сентября ты первый горячо доказывал, что мы не должны отступать от Плевны? А я этого не забыл».
Другой заслугой Левицкого в эту войну Витмер считает выдвижение Гурко, в которого «он был просто влюблен» и своё расположение передал главнокомандующему. Но, выдвигая Гурко, Левицкий всячески затушевывал Скобелева, которого по своей близорукости и непониманию людей считал «шелопаем» и с которым у него еще в 60-х гг. было личное столкновение; этим нерасположением многие объясняют то обстоятельство, что в бою 30 августа за Зеленые Горы Скобелеву штабом армии не была оказана поддержка.
За неутомимые труды по приведению в исполнение распоряжений по войскам действовавшей против турок армии он был награждён орденом св. Станислава 1-й степени с мечами (в 1877 году).
Другим крупным упрёком Левицкому является его пассивная роль в организации продовольственной части армии и передаче этого дела пресловутой компании Грегера, Когана и Горвица. Репутация Левицкого была так подорвана, что Тотлебен, вступая в командование армией, первым делом своим ставил увольнение Левицкого, но последний сумел своим служебным рвением покорить сердце нового главнокомандующего, и Тотлебен не только не сместил его, но демонстративно отличал перед другими и до конца жизни относился к нему сочувственно и сердечно.

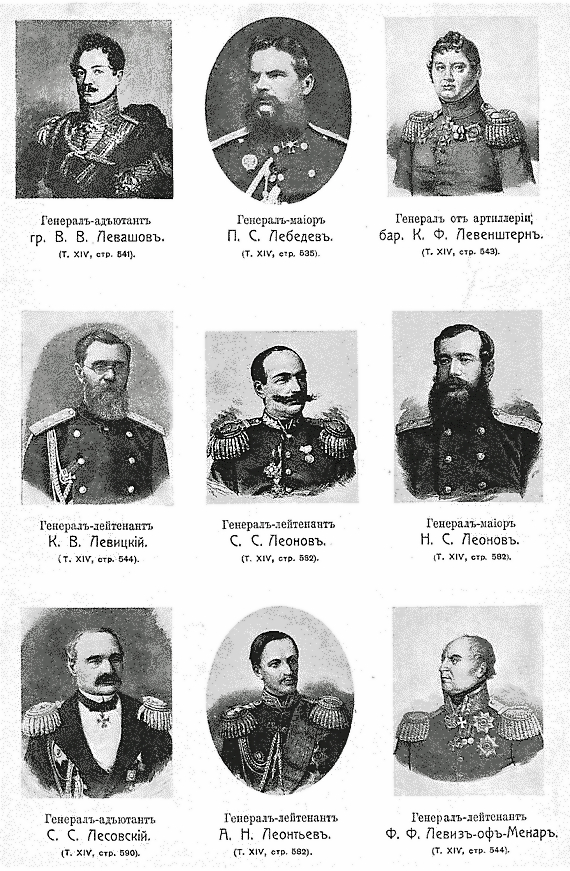
Фото из «ВЭС»

Вскоре после перехода русских войск через Балканы, а именно: в январе 1878 г. Левицкий вместе с генерал-адъютантом Непокойчицким был командирован для переговоров с турецкими уполномоченными и составления военной конвенции о заключении перемирия. Во внимание к отличной деятельности во время войны, выразившейся в осуществлении как общего плана, так и планов отдельных военных предприятий, Казимир Васильевич Левицкий был награждён орденом Святой Анны 1-й степени с мечами, а также черногорским орденом князя Даниила 1-й степени и сербским Большим офицерским крестом. В 1878 г., при новом главнокомандующем генерал-адъютанте графе Тотлебене, Левицкий временно исполнял должность начальника штаба Задунайской армии.
С окончанием военных действий, в 1879 г., он был назначен для особых поручений к главнокомандующему войсками гвардии и Петербургского военного округа великому князю Николаю Николаевичу Старшему, а в 1880 г. назначен состоять при великом князе Николае Николаевиче Старшем по званию генерал-инспектора кавалерии, с отчислением от должности профессора; в 1883 г. награждён орденом Святого Владимира 2-й степени.
В 1884 году Левицкий исполнял должность начальника канцелярии управления генерал-инспектора, а с 1885 г. командовал 1-й кавалерийской дивизией; в 1886 г., за отличие по службе, он произведён был в генерал-лейтенанты и в 1888 году назначен для особых поручений к генерал-инспектору кавалерии, с зачислением по Генеральному штабу. На этой должности на Левицкого было возложено высшее наблюдение за Офицерской кавалерийской школой.
Последней наградой Левицкого был орден Белого Орла, а последним служебным делом — участие в качестве посредника на волынских маневрах, происходивших в Высочайшем присутствии.
Левицкому принадлежит ряд статей, помещённых в «Военном сборнике» и «Русском инвалиде», касавшихся преимущественно кавалерийских вопросов.
Казимир Васильевич Левицкий умер 22 ноября 1890 года.
Его младший брат, Николай Васильевич, был генерал-майором и за отличие в русско-турецкой войне 1877—1878 гг. был награждён золотой саблей с надписью «За храбрость» и орденами.